# Гликофорины
Гликофори́ны — это группа основны́х трансмембранных сиалогликопротеинов эритроцитов. Состоят на ~60% из углеводного компонента, на 40% — из белкового.
Присутствие гликофоринов в мембране эритроцитов впервые было показано Fairbanks и соавт. (PMID 4326772). Четыре разновидности гликофоринов (гликофорины A, B, C и D) составляют 2% от всех мембранных белков эритроцита. При этом преобладает гликофорин А, присутствующий в количестве 5—9·10⁵ молекул на клетку. Количество гликофоринов B, C и D составляет 0,8—3·10⁵, 0,5—1·10⁵ и 0,2·10⁵ соответственно. Благодаря наличию большого количества остатков сиаловой кислоты, гликофорины ответственны примерно за 60% отрицательного заряда на поверхности эритроцитов. Эти молекулы играют важную роль во взаимодействии эритроцитов между собой, с другими клетками крови и с эндотелием.
|                                                                 | Гликофорин A    | Гликофорин B    | Гликофорин C    | Гликофорин D |
| --------------------------------------------------------------- | --------------- | --------------- | --------------- | ------------ |
| Номенклатурное обозначение                                      | GPA, GPα, PAS-1 | GPB, GPδ, PAS-3 | GPC, GPβ, PAS-2 | GPD, GPγ     |
| Локализация гена                                                | хромосома 4     | хромосома 4     | хромосома 2     | хромосома 2  |
| Молекул на клетку, ×10³                                         | 500—900         | 80—300          | 50—100          | 20           |
| Молекулярная масса, кДа                                         | 36              | 20              | 32              | 23           |
| Количество аминокислотных остатков в составе полипептидной цепи | 131             | 72              | 128             | ~107         |
| Олигосахаридных боковых цепей с O-связями                       | 15              | 11              | 12              | ~6           |
| Олигосахаридных боковых цепей с N-связями                       | 1               | 0               | 1               | 0            |
| Антигены группы крови                                           | MN              | Ss              | Ge:3            | Ge:2,3       |
| Специфичны для эритроцитов                                      | да              | да              | нет             | не известно  |